# Hélène Feillet

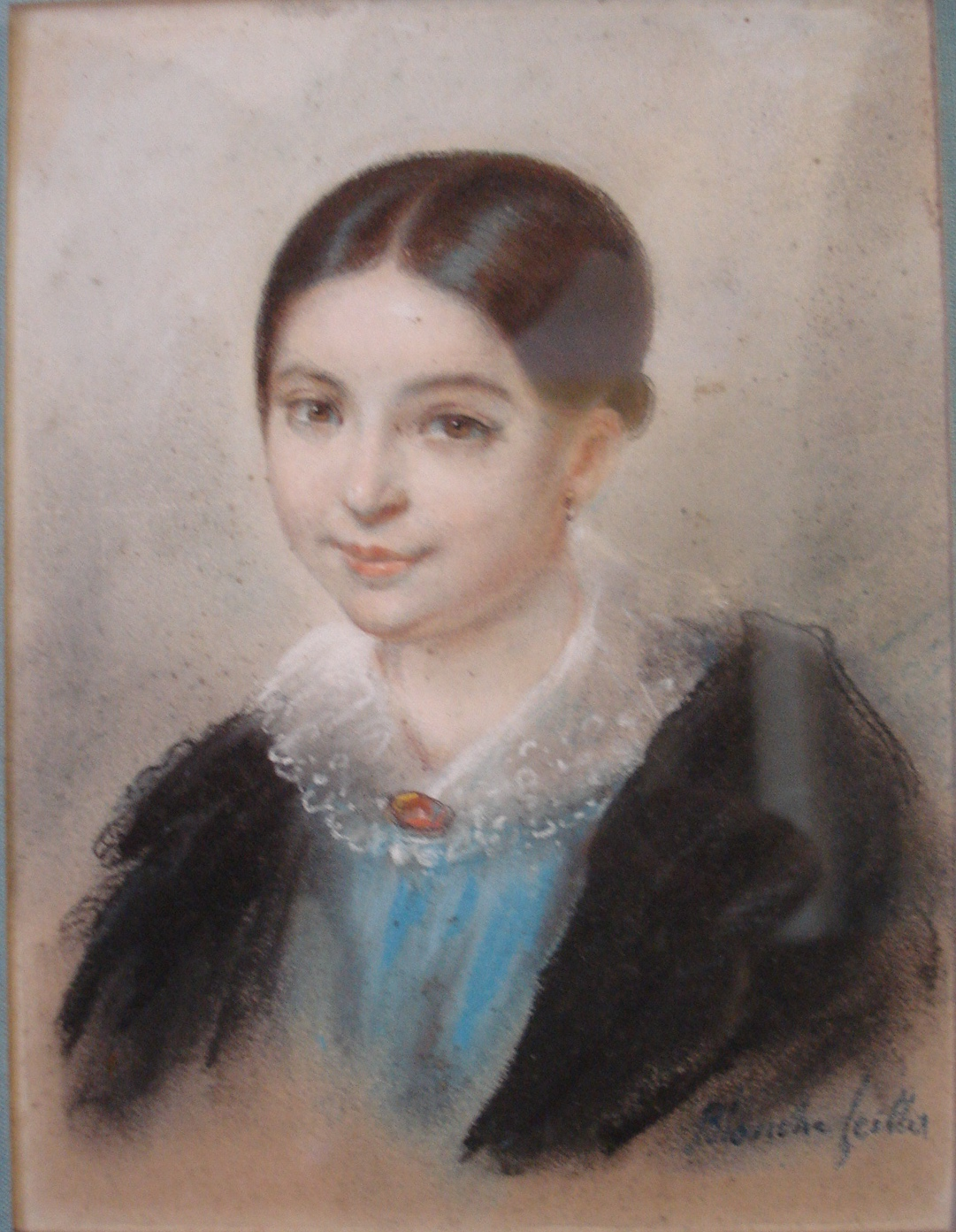
Hélène Feillet pintada por su hermana Blanche

Hélène Feillet, también Elena Feillet (París, 1812-Biarritz, 1889), fue una pintora y litógrafa francesa, adscrita al Romanticismo.

## Biografía

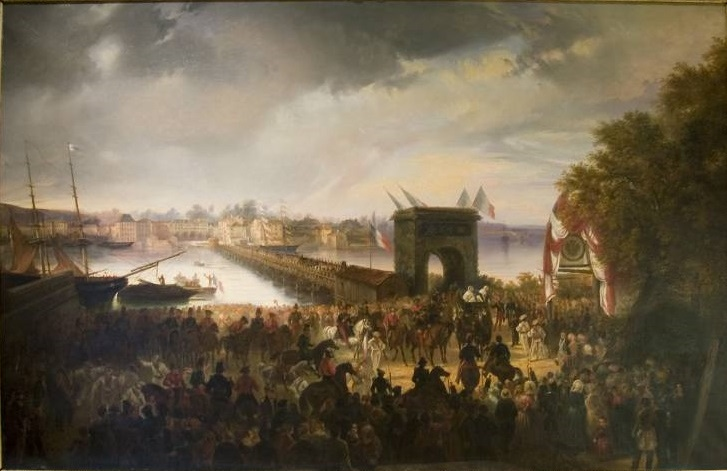
Llegada a Bayona de sus altezas reales el duque y la duquesa de Orleans, 1842, óleo sobre lienzo, Museo vasco de Bayona

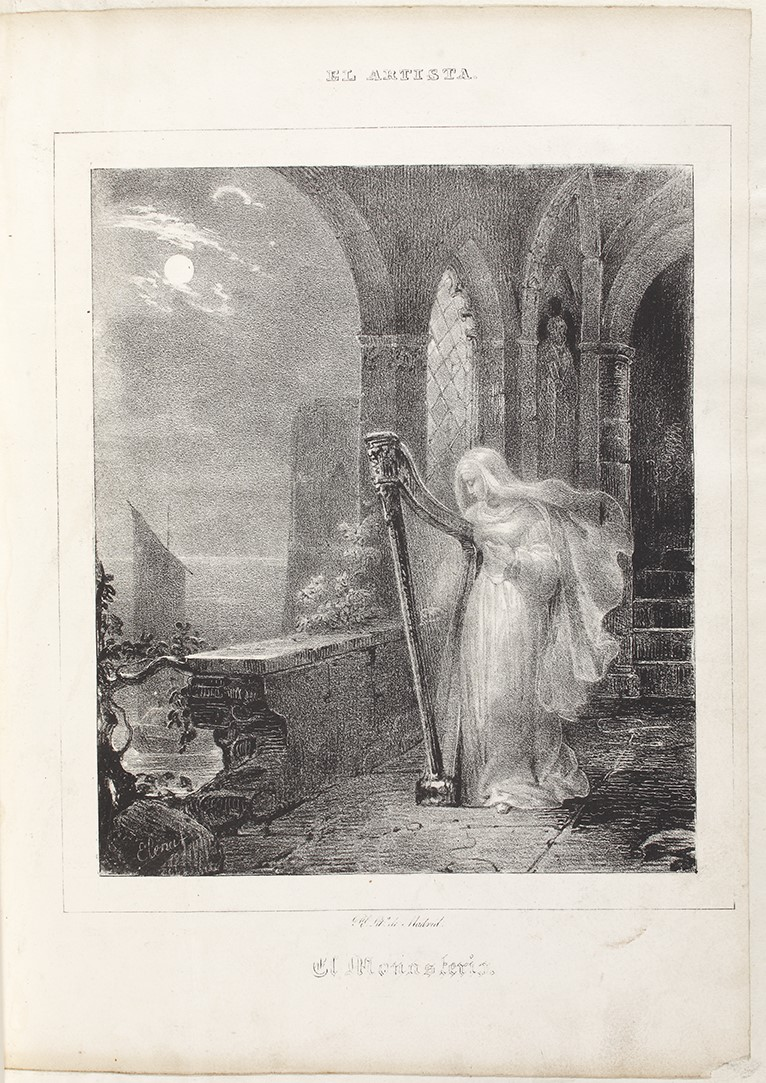
El Monasterio, ilustración aparecida en la revista El Artista

Natural de París, donde nació en 1812, fue discípula de Ary Scheffer, quien le enseña la técnica del retrato, y de su padre, Pierre Jacques Feillet. Perteneciente al Romanticismo, Se trasladó en 1829 a Madrid con su hermana Blanche y su padre Pierre Feillet, quien trabajó en el Real Establecimiento Litográfico, en la Colección de los Cuadros del Rey de España, que dirigió José Madrazo. Posteriormente, se instaló en Bayona con su padre hacia 1834.  Elena empezó a ser muy conocida por sus litografías publicadas en el periódico El Artista, ilustró varias publicaciones, entre ellas: La Canción del Pirata, y El Pelayo, de Espronceda, poemas de Eugenio de Ochoa: A un niño, y El Monasterio. Asimismo, litografía dos obras de Jenaro Perez de Villaamil, para el libro Panorama Madrileño de Mesoneros Romano, publicado en Madrid en 1835.

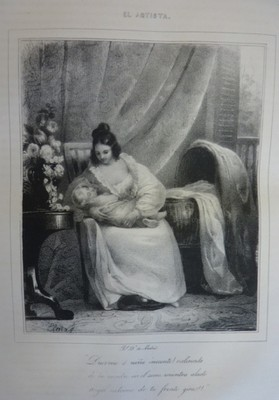
Una Madre, poema A un niño, de Eugenio de Ochoa

Entre 1835 – 1840, ilustró la publicación de M. F. Morel BAYONNE, vistas históricas y descriptivas, que cuenta con seis viñetas de Helene Feillet. Ilustró junto su hermana Blanche Feillet una Guide du voyageur de Bayonne à St-Sébastien   editado por su cuñado Charles-Henri Hennebutte, representando paisajes y personajes étnicos de la zona. Al margen de estos trabajos presentó también una aguada en la Exposición de la Academia de San Fernando en 1835. Participó por primera vez en el Salón de París en 1836, con un retrato de Juana Cano, que fue muy elogiado en la Gazette de France. En 1839, envió al Salón las pinturas: Vista de la zona de Bayona, tomada en Boucau, Española en la Iglesia, Gitana en San Isidro, y en 1841, una litografía Las tres Gracia después de Rubens. En el Salón de 1845, presentó una pintura de tema histórico Abordando La Fayette en 1777 en el puerto de Pasajes en su primer viaje a América, que fue muy criticado por ser demasiado realista y no tener en cuenta el romanticismo de la escena; Vista de la costa de Biarritz, en la exposición celebrado por el Ciceo en 1846, y otro país al óleo, en la de 1850.

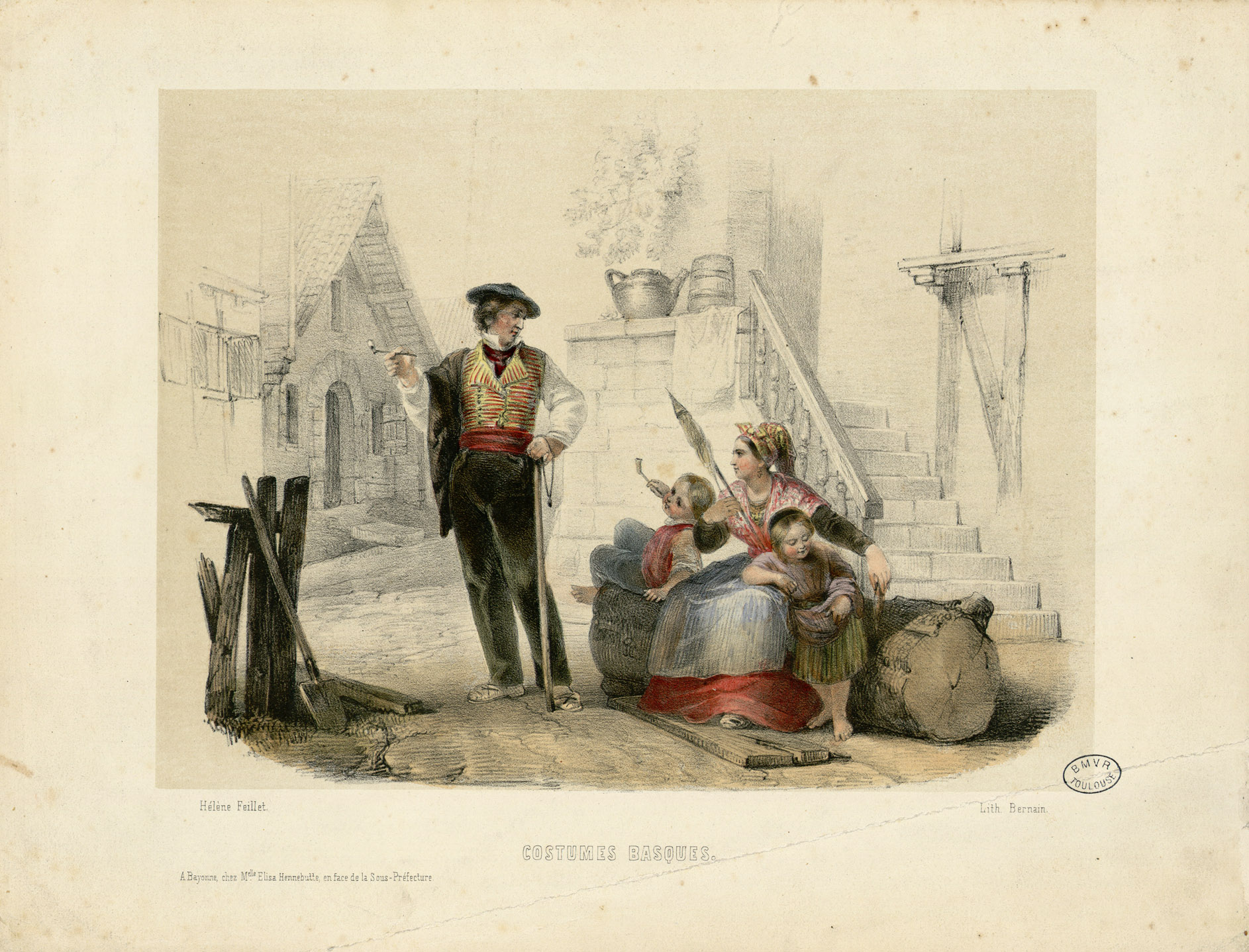
Costumbres vascas, del Album de dos fronteras

Su estrecha relación con el País Vasco, le sirvió de inspiración para sus paisajes; en 1848 presentó en la Academia varios paisajes; se sabe que la reina Isabel II de España adquirió uno de ellos por recomendación de la prensa una vista de Pasajes con tipos del País Vasco y que podría ser Mercado de pescado, (Óleo sobre lienzo, Patrimonio Nacional, Palacio Real, Colecciones Reales); ya la monarca, había comprado una pintura de la artista el año anterior, “Vista de un punto de la costa en Biarritz con la mar agitada” (paradero desconocido). En la Exposición Internacional de Bayona de 1864, presentó La hija de Jairo resucitado, Vuelta al mercado después de la tormenta y dos retratos. Fue premiada con medalla de plata en exposiciones celebradas en Tolosa, Bayona y Burdeos. El 9 de diciembre de 1889 falleció en la ciudad francesa de Biarritz.